# God Is Alone
God Is Alone è il primo EP della Doom metal band inglese My Dying Bride. Il disco rappresenta una vera e propria svolta nella carriera del gruppo, poiché permise al quartetto inglese di approcciare la Peaceville Records (che poi avrebbe prodotto il lavoro) ed ottenere un duraturo contratto.

## Tracce
1. God Is Alone – 4:57
2. De Sade Soliloquay – 4:38

## Formazione
- Aaron Stainthorpe - voce
- Andrew Craighan - chitarra
- Calvin Robertshaw - chitarra
- Rick Miah - batteria